# 片野一郎
片野 一郎（かたの いちろう、1903年4月4日 - 1983年6月2日
）は会計学者。一橋大学名誉教授、商学博士。高瀬荘太郎門下で貨幣価値変動会計などを研究テーマとした。第7期日本学術会議会員等も務めた。

## 経歴
1903年、東京府東京市小石川区白山前町（現東京都文京区白山）生まれ。京華商業学校（現京華商業高等学校）、京北実業学校（後の京北学園白山高等学校）を経て、1928年東京商科大学（現一橋大学）附属商学専門部を卒業。1931年、同大学学部を卒業。在学中は高瀬荘太郎ゼミで学ぶ。
卒業後は、京北実業学校教諭を経て、1938年鹿児島高等商業学校（現鹿児島国際大学）教授。1940年善隣高等商業学校（のちの日本商科大学）教授。1943年より東京商科大学附属商学専門部教授。1944年より同大学附属工業経営専門部教授。1949年一橋大学教授。1961年に主論文「安定価値会計の体系化」及び副論文「各国インフレーション会計の発展史的研究」を一橋大学に提出し、商学博士の学位を取得。1967年に一橋大学を定年退官し、一橋大学名誉教授となった。その後も成城大学経済学部教授として教鞭をとった。1974年成城大学定年退職、同非常勤講師。
大学での研究ならびに指導以外にも、様々な役職を務めている。1952年公認会計士試験試験委員。1955年農業協同組合監査士試験委員。1957年文部省学術奨励審議会委員。1959年自治庁地方財務会計制度調査会委員。1961年司法試験考査委員。1965年文部省大学設置審議会委員及び視学委員。1966年第7期日本学術会議会員。墓所は多磨霊園。

## 門下生
片野ゼミでの指導学生には安藤英義（一橋大学名誉教授）や白鳥庄之助（成城大学名誉教授）、山上武（元学習院大学教授）、大藪俊哉（横浜国立大学名誉教授）、久野光朗（小樽商科大学名誉教授）などがいる。